# 缓和政策
緩和政策（法語：Détente）或稱低盪，原意為緩和緊張關係。在國際政治上，緩和政策指的是1960年代末期至1970年代末期期間，美國與苏联兩國於軍備競賽、外交立場的基本態度，從緊張對立漸趨緩和的過程。此階段之前正值冷戰高潮，美蘇兩陣營對抗趨向白熱化，最嚴重的是，美蘇核武器層面展開之戰略競賽日臻惡化。1960年代中，耗費龐大的美蘇間的戰略核競賽已開始漸露疲象，為了雙方現實環境，一系列緩和冷戰的政策，終於於兩國逆向出現。此政策的施行，也促進了1970年代初的各種馬拉松式的限武談判，直至1975年的《赫爾辛基協定》。
通常，該術語用於冷戰階段。1969年1月美國總統尼克遜就職演說，宣告以談判代替對抗，以緩和代替冷戰的策略。尼克森和蘇聯共產黨總書記勃列日涅夫在1969年至1974年間推行了放鬆蘇聯與西方之間緊張關係的政策。尼克松辭職時，勃列日涅夫被認爲藉此機會擴大了蘇聯的影響力。蘇聯在1979年對阿富汗的入侵決定性地結束了關於緩和的任何討論。該術語也指古巴解凍，古巴解凍導致美國和古巴在2015年恢復外交關係。
該術語最常用於指代蘇聯和美國之間的地緣政治緊張局勢總體緩解的時期。

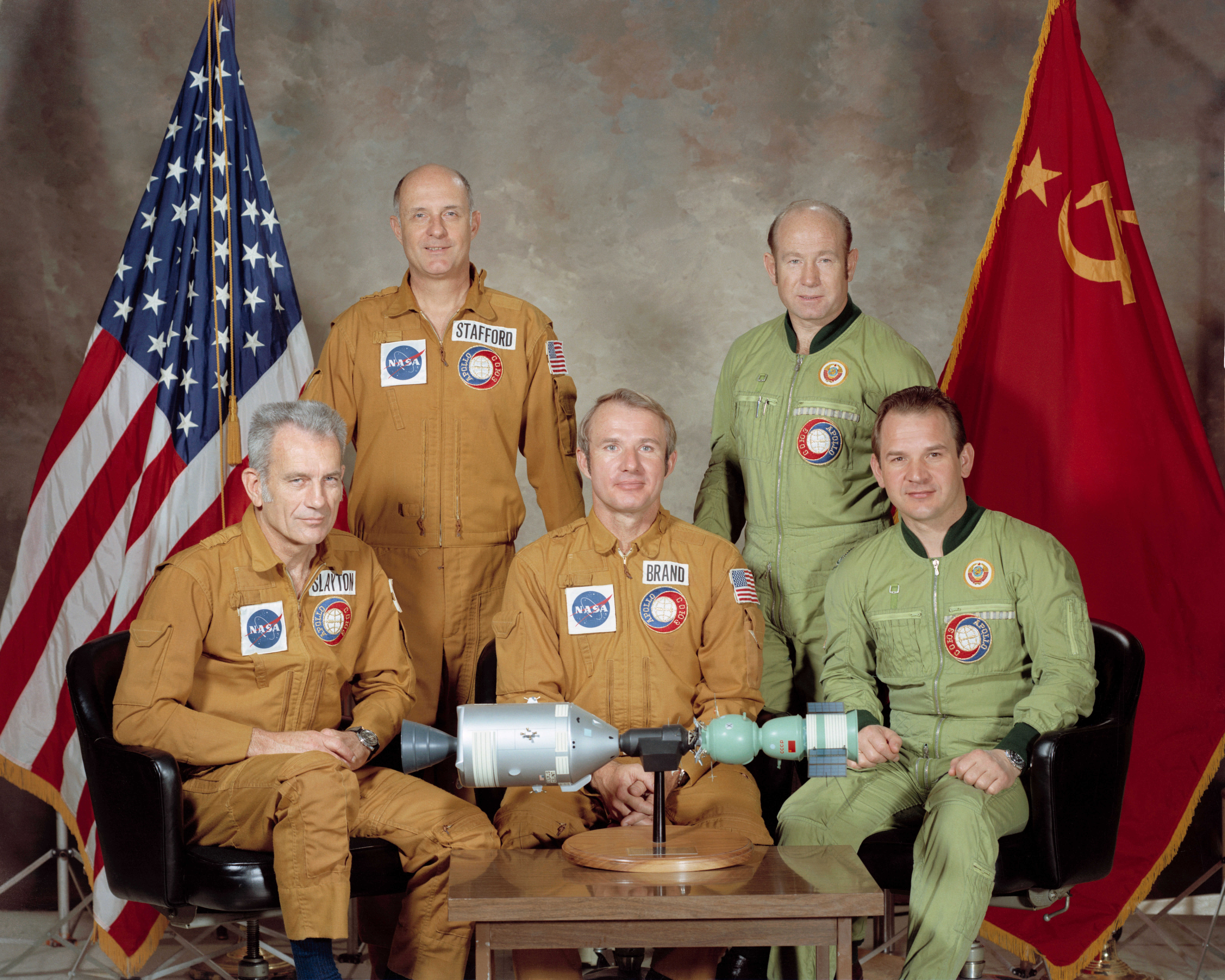
1970年代的阿波羅-聯盟號機組人員

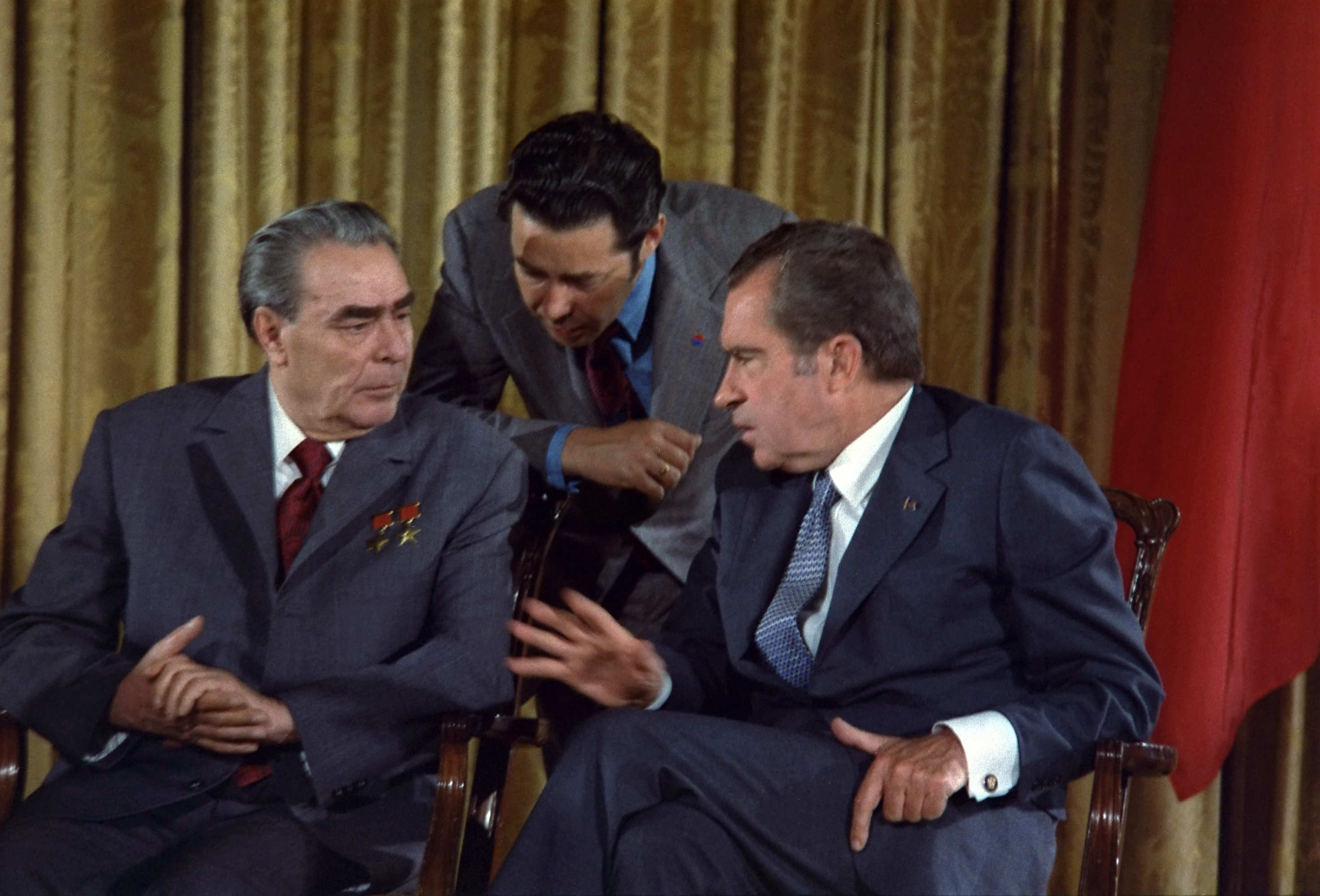
1973年，尼克森與勃列日涅夫討論美蘇緩和

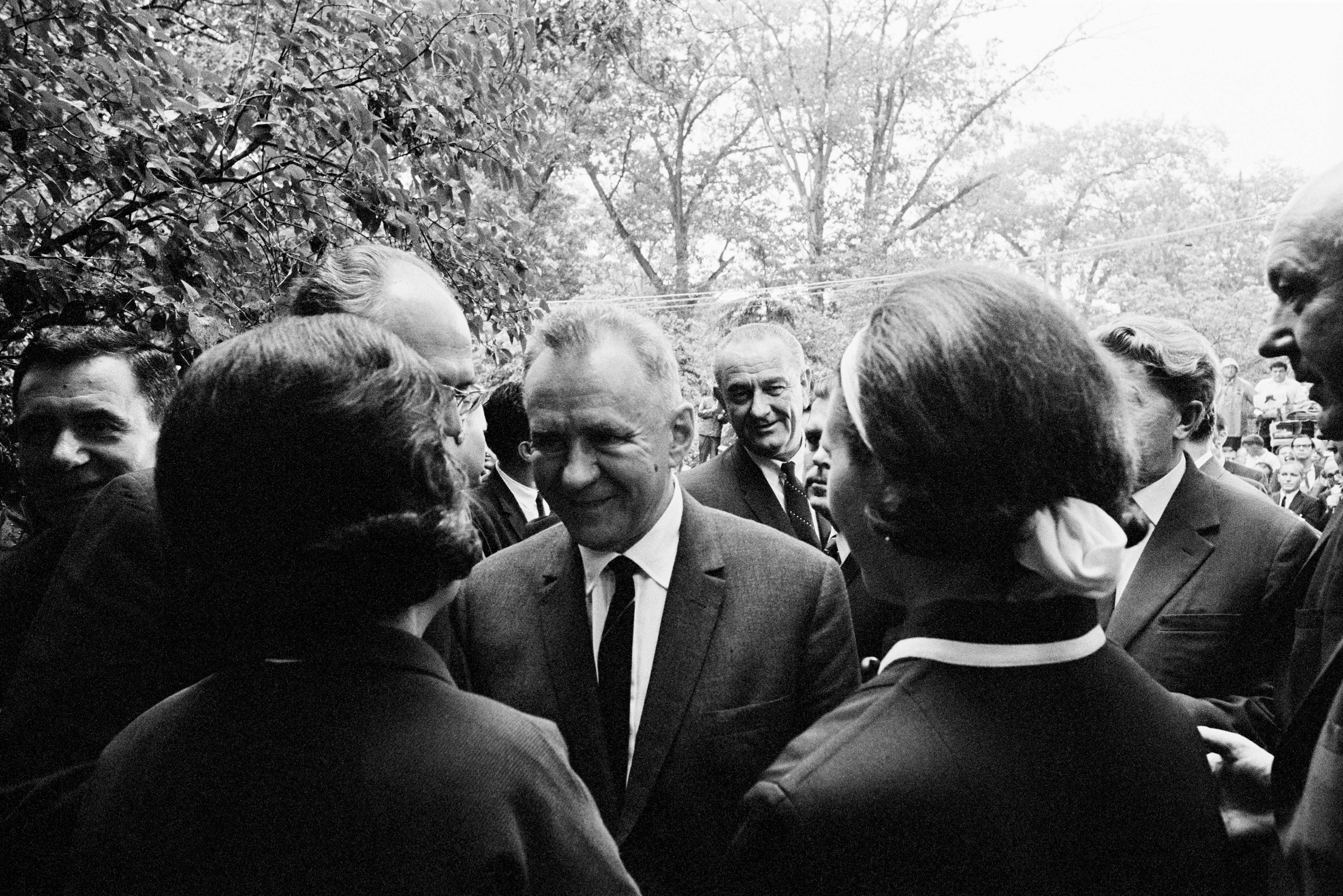
蘇聯部長會議主席阿列克謝·柯西金（前）在格拉斯伯勒峰會期間緊隨美國總統林登·詹森（後）

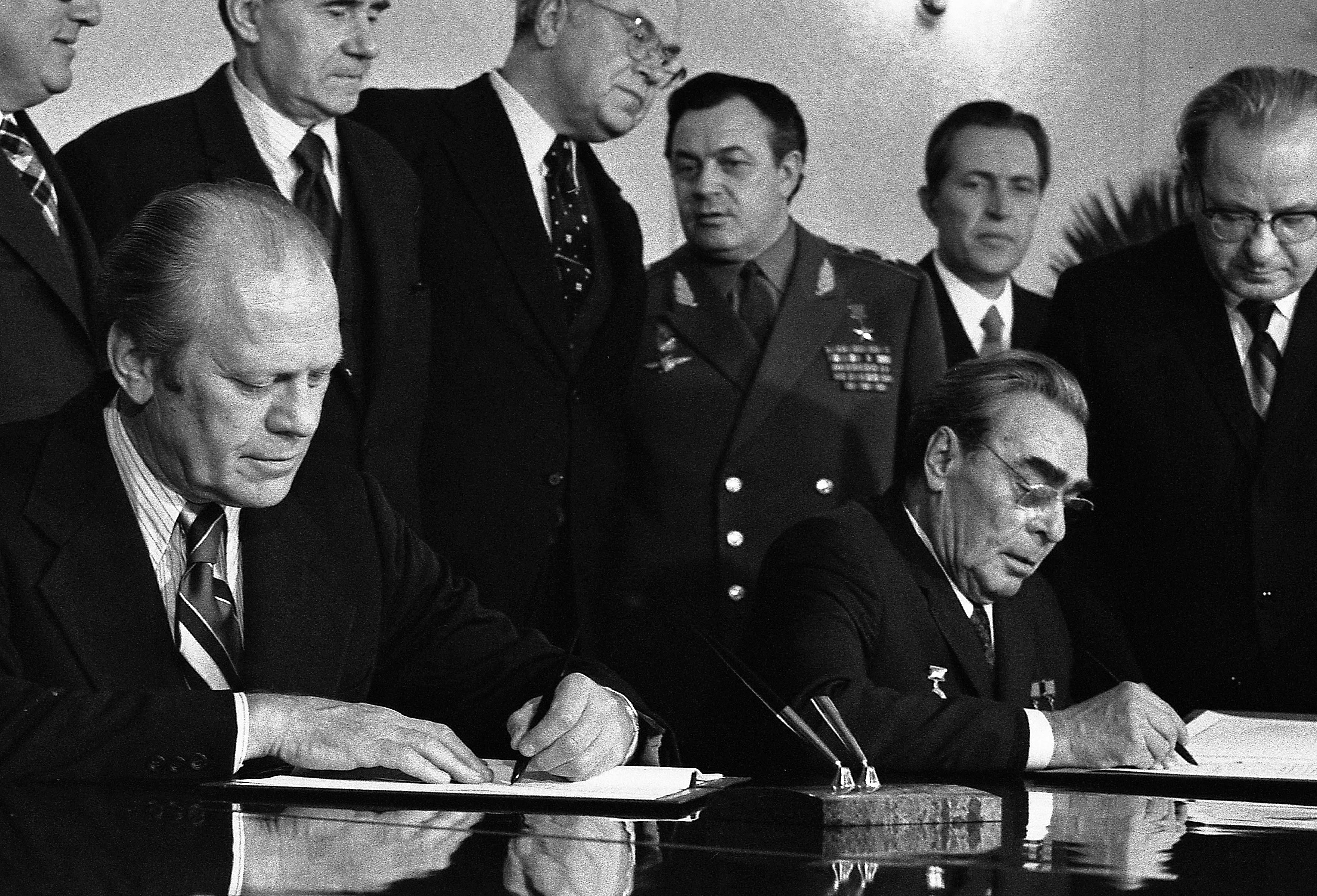

## 概要
這一時期的特點是簽署了赫爾辛基協定與SALT I等條約。美蘇討論了另一項條約，即SALT II，但美國從未批准過。在歷史學家之間，關於緩和的成功程度仍在辯論。
1962年古巴飛彈危機之後，美蘇同意在華盛頓和莫斯科之間建立直接熱線，使兩國領導人能夠在緊急時刻迅速相互交流。
SALT II在1970年代後期通過確保蘇聯和美國進一步減少武器而繼續了SALT I會談的工作。蘇聯承諾在歐洲舉行自由選舉的《赫爾辛基協定》被稱為確保蘇聯和平的主要讓步。
蘇聯侵入阿富汗之後，美蘇緩和時期結束了。羅納德·雷根在1980年當選總統時，很大程度上參與了反緩和運動。雷根總統在第一次新聞發布會上說：“緩和曾經是蘇聯用來追求目標的一條單向街。”此後，波蘭的團結工會事件，SALT II談判的結束，以及北約於1983年進行的演習，使美蘇關係日趨惡化。

## 峰會和條約
1963年8月5日，美蘇簽署了《部分禁止核試驗條約》。1967年1月的《外層空間條約》和1968年7月的《不擴散核武器條約》是首個緩和的基礎。
在緩和策略下，雙方訂定了：
- 《防止海上發生意外事故條約》
- 《反彈道導彈條約》
- 《美蘇第一階段限制進攻性戰略武器條約》
- 《美蘇防止核戰爭條約》
- 《限制地下核子試驗條約》
- 《關於核爆炸用於和平目的條約》
- 《美蘇第二階段限制進攻性戰略武器條約》

## 太空中的阿波羅-聯盟號握手
造成緩和事件的一個重要例子是在太空中發生的握手。1975年7月，進行了第一次美蘇聯合太空飛行，即阿波羅-聯盟測試項目。它的主要目標是創建國際對接系統，該系統將允許兩個不同的航天器進入軌道。兩方船員就可以在太空探索及太空殖民方面合作。該事件被認爲標誌著1957年人造衛星發射後開始的太空競賽的告一段落。

## 衝突持續
1973年在中東和南亞發生的衝突中，美國和蘇聯以戰爭物資和外交姿態支持各方，還有在阿富汗。美國采取行動阻止蘇聯可能的擴張勢力範圍進入拉丁美州的行爲及共產黨游擊隊。
在緩和初期的大部分時間内，美蘇雙方互不信任。

## 1979年緩和的結束
1979年，苏联入侵阿富汗，美苏关系再次恶化，缓和政策结束。而在1981年罗纳德·里根出任美国总统后，美国转变了对苏联的政策，开始强硬的对抗苏联。